# Arthur Lehning
Arthur Lehning (Utrecht, Países Bajos; 23 de octubre de 1899-Lys-Saint-Georges, Francia; 1 de enero de 2000) fue un traductor, historiador, lingüista, escritor y filósofo anarquista neerlandés.

## Vida
Arthur Lehning nació el 23 de octubre de 1899 en Utrecht, Países Bajos. Estudió Economía en las universidades de Róterdam y Berlín. Conoció desde joven las ideas sindicalistas y antimilitaristas. En Berlín entró en contacto con el anarcosindicalista alemán Rudolf Rocker y a los anarquistas Emma Goldman y Alexander Berkman. Participaró en el Comité de defensa de los anarquistas y social-revolucionarios, que estaban empezando a ser perseguidos por los bolcheviques en Rusia. También en la capital alemana conoció al médico, profesor y conocido antimilitarista Georg Friedrich Nicolai, convirtiéndose en 1922 en secretario de la Oficina Antimilitarista (IAMB), fundada en La Haya un año antes. De esta época datan dos de los primeros escritos de Lehning, Raíces del fascismo alemán y La socialdemocracia y la guerra. 
En 1922 se unió a la Asociación Internacional de los Trabajadores (AIT por sus siglas), participando junto a Augustin Souchy, Albert de Jong y Helmut Rüdiger entre 1927 y 1934 en el servicio de prensa de la Comisión Antimilitarista Internacional, órgano surgido tras la unión del comité antimilitarista de la AIT y la IAMB. El Comité se dedicaró a una ardua labor de propaganda. Entre los años 1932 y 1935 formó parte del secretariado de la AIT, junto a Rudolf Rocker y Alexander Shapiro. 
Por aquellos años, Lehning también permaneció en contacto con los círculos culturales y artísticos. En 1924, durante una visita a París, descubrió las nuevas corrientes artísticas, como el cubismo, el constructivismo, el futurismo o el expresionismo. Entre enero de 1927 y julio de 1929, editó la revista i 10, influenciada por movimientos de vanguardia como la Bauhaus o De Stijl. Colaboraron en la revista artistas como Mondrian, Lissitsky, Kandinsky, J.P. Oud, Moholy-Nagy, Arp, Walter Gropius, Schwitters; los marxistas Otto Rühle, Henriëtte Roland-Holst, Ernst Bloch y Walter Benjamin; los arquitectos Le Corbusier y Gerrit Tietveld; el escritor Upton Sinclair y la feminista Helene Stocker; o anarquistas como Rocker, Shapiro, Berkman, Nettlau y De Ligt. Se editó en francés, inglés, alemán y neerlandés. Aunque dedicada casi exclusivamente a temas artísticos, la revista también se implicó en la campaña a favor de la liberación de los anarquistas italo-estadounidenses Sacco y Vanzetti.
Fue uno de los fundadores del Internationaal Instituut voor Sociale Geschiedenis (Instituto Internacional de Historia Social) de Ámsterdam, donde fueron reunidos muchos archivos del movimiento obrero y el movimiento anarquista internacional. Se especializaría en los archivos referentes al anarquismo y a la historia de Europa del Este. En abril de 1939, con la Segunda Guerra Mundial, el Instituto se vería forzado a trasladarse a Oxford, Inglaterra, donde viviría Lehning los años siguientes.
En 1957 volvería a Alemania. Siguió colaborando con el Instituto de Historia Social de Ámsterdam. En 1999 se le otorgó el P.C. Hooftprijs, el premio literario neerlandés más importante, por el conjunto de su obra. 
Falleció finalmente el 1 de enero de 2000, en Lys-Saint-Georges, Francia.

## Pensamiento y obra
En un primer momento estuvo influenciado por el pacifismo anarquista de los holandeses Bart de Ligt y Clara Meijer-Weichmann, influenciados por las ideas del escritor ruso León Tolstoi. Influenciado también por las ideas del sindicalismo revolucionario, defendió la proclamación de la huelga general como medio para detener la guerra, así como de la necesidad de crear comités de fábrica para tomar la producción. Pensaba que una huelga general anti-militarista en todos los países en guerra conduciría a una revolución social. 
Aunque la mayoría de la AIT defendía la creación de milicias armadas para defender la revolución y derrotar al fascismo, Lehning, junto a Albert de Jong, rechazaba esta idea, abogando por otros métodos como la huelga, el boicot, la desobediencia fiscal, la resistencia pasiva y el rechazo a la colaboración. La posición de Lehning y De Jong sería minoritaria en la organización.
La mayoría de su obra escrita está vinculada a su labor en el Instituto de Historia Social de Ámsterdam. Editaría las obras completas de Bakunin, que fueron publicadas en francés con el título de Archives Bakounine. Publicaría en la editorial francesa Spartacus Anarquisme et Marxisme dans la Revolution Russe (Anarquismo y marxismo en la revolución rusa), en 1971, y Michel Bakounine et les autres (Conversaciones con Bakunin), en 1976. En 1970, publicaría una colección de ensayos, con el título de De Buonarotti a Bakunin.
Durante los setenta, se publicaron en castellano varios textos de Lehning en la revista Cuadernos de Ruedo Ibérico, de la editorial de mismo nombre. En 1996 se publicaron en holandés sus impresiones en forma de diario de su visita a España en 1936, editadas por su esposa, Toke van Helmond.

## Obras

### En neerlandés
- De draad van Ariadne: essays en commentaren. Ámsterdam: Polak & Van Gennep, 1966.
- De vriend van mijn jeugd: herinneringen aan H. Marsman. La Haya, 1954.
- Duitsland: voorbeeld of waarschuwing. Wereldvenster, 1976.
- Essays en commentaren. Ambo, 1987.
- Prometheus en het recht van opstand. Ambo, 1987.

### En francés
- Anarchisme et Marxisme dans la Révolution Russe. París: Spartacus, 1971.
- De Buonarroti à Bakounine: études sur le socialisme international. París: Champ libre, 1977.
- Michel Bakounine et ses rélations avec Serjej Necaev, 1870-1872. E.J. Brill, 1971.
- Michel Bakounine et ses rélations slaves, 1870-1875. E.J. Brill, 1974.
- Michel Bakounine sur la guerre franco-allemande et la révolution sociale en France, 1870-1871. E. J. Brill, 1977.

### Traducidas al castellano
- VV.AA. Bakunin, Marx, al margen de una polémica. París: Ruedo Ibérico, 1971.
- Conversaciones con Bakunin. Barcelona: Anagrama, 1999.
- Marxismo y anarquismo en la revolución rusa. Buenos Aires: Prometeo, 2004.